# Silvia Flores
Silvia Flores (Asunción, Paraguay; 31 de marzo de 1987) es una actriz, conductora de televisión, locutora de radio, comediante e imitadora paraguaya. Debutó siendo actriz y humorista en Manicomicos. Actualmente se desempeña como protagonista de un show humorístico llamado: Modo Silvia, transmitido por el canal GEN.

## Trayectoria
Le abrieron camino a lo largo de su carrera en los medios, desde que empezó en la pantalla, no paró. Inició en el 2007 en el programa Manicomicos que en ese momento se trasladaba de Telefuturo a Canal 13, en aquel elenco, estaban: Gustavo Cabañas, Maricha Olitte junto a Sandra Molas como cabeza del personal, entonces ellos hacen un casting, ella se presentó, fue como unas 400 personas y quedó ella seleccionada con 19 años, junto a Luis Troche y Milner, y ahí comenzaba todo.
En el 2008 actuó en Comisaría, en paralelo trabajaba en otros programas, como: Marque el 13, donde en principio fue corista y después hizo exteriores, también tuvo participación en Incorregibles, un programa que tenía Natalia Cabarcos con Mili Britez, pero principalmente actuó en Comisaría que tuvo una temporada de 4 años. Luego estuvo en El club de la risa, programa de monólogo cómico, y hasta en Hotel de Estrellas en el 2015, hasta integró el equipo de Arriba Paraguay en  Paravisión.

### Programas de televisión
| Año       | Programa           | Canal      |
| --------- | ------------------ | ---------- |
| 2007      | Manicomicos        | Canal 13   |
| 2008-2012 | Comisaría          | Canal 13   |
| 2008      | Marque el 13       | Canal 13   |
| 2015      | Arriba Paraguay    | Paravisión |
| 2014      | Santa cumbia       | Telefuturo |
| 2016      | Hotel de Estrellas | Telefuturo |
| 2017      | TeleMbopi          | Telefuturo |
| 2018      | Palma FM           | La Tele    |
| 2021      | Modo Silvia        | GEN        |
| 2023      | Tercer tiempo      | Trece      |
| 2025      | Kaos               | GEN        |
| 2025      | Solo Por Unos Días | Telefuturo |